# Real Talk
Real Talk – trzeci album studyjny amerykańskiego piosenkarza hip-hopowego Fabolousa wydany 9 listopada 2004 roku. Promuje go piosenka "Breathe".
Płyta znalazła się na 6. miejscu listy Billboard 200 z liczbą sprzedanych kopii 179 000 w pierwszym tygodniu. Tylko dwa single z albumu znalazły się na listach, a ich wyniki były najgorsze z dotychczasowej kariery Fabolousa. Te utwory to "Breathe" wyprodukwoany przez Justa Blaze'a oraz "Baby" wyprodukowany przez Flame Throwers i można na niej usłyszeć gościnnie Mike Shoreya. Teledyski zostały nakręcone do singli: "Breathe", "Baby", "Do the Damn Thing" i "Tit 4 Tat"/"Round & Round".
Album otrzymał status złotej płyty nadany przez RIAA 13 grudnia 2004 roku.

## Lista utworów
| #  | Tytuł                    | Autorzy                                        | Producenci                   | Twórcy                          |
| -- | ------------------------ | ---------------------------------------------- | ---------------------------- | ------------------------------- |
| 1  | "Exodus"                 |                                                |                              | Black Ice                       |
| 2  | "Don't Stop Wont Stop"   | J. Jackson, J. Alexander                       | JV                           | Fabolous                        |
| 3  | "Real Talk (123)"        | J. Jackson, D. Murchinson, T. Lovelace         | Hotrunner                    | Fabolous                        |
| 4  | "Gangsta"                | J. Jackson, K. Khaled                          | DJ Khaled                    | Fabolous                        |
| 5  | "Tit 4 Tat"              | J. Jackson, P. Williams                        | The Neptunes                 | Fabolous, Pharrell              |
| 6  | "Baby"                   | J. Jackson, D. Thornton                        | Flame Throwers               | Fabolous, Mike Shorey           |
| 7  | "Girls"                  | J. Jackson, S. Barnes, J.C. Olivier            | Trackmasters                 | Fabolous                        |
| 8  | "Church"                 | J. Jackson, G. Harmon, K. Wilkins, C. Murphy   | Gerard Harmon, Keith Wilkins | Charlie Murphy, Fabolous        |
| 9  | "Can You Hear Me"        | J. Jackson, J. Rotem, J. Lopez                 | J. R. Rotem                  | Fabolous                        |
| 10 | "Do The Damn Thang"      | J. Jackson, J. Jenkins, S. Slater              | Reefa                        | Fabolous, Young Jeezy           |
| 11 | "Holla At Somebody Real" | J. Jackson, J. Jenkins, S. Slater              | Reefa                        | Fabolous, Lil' Mo               |
| 12 | "It's Alright"           | J. Jackson, J. Smith                           | Just Blaze                   | Fabolous, Sean Paul             |
| 13 | "Breathe"                | J. Jackson, J. Smith                           | Just Blaze                   | Fabolous                        |
| 14 | "Young And Sexy"         | J. Jackson, P. Williams                        | The Neptunes                 | Fabolous, Mike Shorey, Pharrell |
| 15 | "Round And Round"        | J. Jackson, S. Storch                          | Scott Storch                 | Fabolous                        |
| 16 | "In My Hood"             | J. Jackson, H. Campbell, T. Crawford, P. Pitts | Dangerous                    | Fabolous                        |
| 17 | "Ghetto"                 | J. Jackson, S. Storch                          | Scott Storch                 | Fabolous, Thara                 |
| 18 | "Po Po"                  | J. Jackson, K. Pratt, P. Cain, J. Rotem        | J.R.                         | Fabolous, Nate Dogg, Paul Cain  |

## Pozycje na listach
| Lista (2004)                         | Najwyższa pozycja |
| ------------------------------------ | ----------------- |
| Holandia Top 100 Album Chart         | 66                |
| Francja Albums Chart                 | 119               |
| UK Albums Chart                      | 66                |
| USA Billboard 200                    | 6                 |
| USA Billboard Top R&B/Hip-Hop Albums | 2                 |